# Oliver Hein (Fußballspieler)
Oliver Hein (* 22. März 1990 in Straubing) ist ein ehemaliger deutscher Fußballspieler, der von 2007 bis 2021 für den SSV Jahn Regensburg aktiv war.

## Laufbahn
Oliver Hein begann mit fünf Jahren beim SV Salching mit dem Fußballspielen und wechselte über den FC Dingolfing 2007 zur U-19 des SSV Jahn Regensburg. Dort bestritt er in der U-19-Bundesliga Süd/Südwest in zwei Jahren 35 Spiele (zwei Tore). Ab der Saison 2009/10 gehörte er zum Kader der ersten Mannschaft, die in der 3. Liga spielte. Beim Auswärtsspiel in Osnabrück wurde er für Stefan Jarosch eingewechselt und absolvierte so sein erstes Profispiel. In der Saison 2010/11 fand Hein, der als Abwehrspieler begonnen hatte, in der Rückrunde einen Stammplatz im defensiven Mittelfeld.
Nachdem er im Jahr darauf eine feste Größe im Team geworden war, verlängerte er seinen Vertrag mit dem SSV Jahn im Frühjahr 2012 vorzeitig um zwei weitere Jahre bis 2014. Am Ende der Spielzeit erreichte das Team Platz 3 und damit die Relegation. Hein spielte beide Partien und erzielte im Rückspiel beim Karlsruher SC das 1:0 für Regensburg. Das Spiel endete 2:2, was den Oberpfälzern zum Aufstieg in die 2. Bundesliga verhalf. In der Zweitligasaison und der darauffolgenden Drittligaspielzeit machte Hein fast alle Spiele für den Jahn, war zwischenzeitlich Kapitän. Unter Thomas Stratos wechselte er seine Position von der Doppelsechs in die Außenverteidigung. Noch vor der Winterpause verlängerte Oliver Hein seinen Vertrag vorzeitig um zwei Jahre. Hein blieb auch nach dem Abstieg in die Regionalliga Bayern und gehörte zu den Leistungsträgern beim Durchmarsch bis in die 2. Bundesliga.
Seit Januar 2025 ist Hein Vorstandsvorsitzender des SSV Jahn Regensburg.

## Erfolge
- Aufstieg in die 2. Bundesliga 2012 mit dem SSV Jahn Regensburg
- Aufstieg in die 3. Liga 2016 mit dem SSV Jahn Regensburg
- Aufstieg in die 2. Bundesliga 2017 mit dem SSV Jahn Regensburg

## Privates
Neben seiner Karriere beim SSV Jahn studiert Hein Mathematik mit Nebenfach Betriebswirtschaftslehre an der Universität Regensburg.